# Маттео Контіні
Маттео Контіні (італ. Matteo Contini, нар. 16 квітня 1980, Варезе) — італійський футболіст, що грав на позиції захисника. По завершенні ігрової кар'єри — тренер.
Виступав, зокрема, за клуби «Парма» та «Наполі».

## Ігрова кар'єра
Народився 16 квітня 1980 року в місті Варезе. Вихованець футбольної школи клубу «Мілан».
У дорослому футболі дебютував 1999 року виступами за команду «Лумеццане», в якій того року взяв участь в 11 матчах чемпіонату. 
Згодом з 1999 по 2004 рік грав у складі команд «Ліворно», СПАЛ, «Монца», «Л'Аквіла» та «Авелліно».
Своєю грою за останню команду привернув увагу представників тренерського штабу клубу «Парма», до складу якого приєднався 2004 року. Відіграв за пармську команду наступні три сезони своєї ігрової кар'єри. Більшість часу, проведеного у складі «Парми», був основним гравцем команди.
У 2007 році уклав контракт з клубом «Наполі», у складі якого провів наступні три роки своєї кар'єри гравця. Граючи у складі «Наполі» також здебільшого виходив на поле в основному складі команди.
Протягом 2010—2017 років захищав кольори клубів «Реал Сарагоса», «Сієна», «Аталанта», «Юве Стабія», «Барі», «Тернана» та «Каррарезе».
Завершив ігрову кар'єру у команді «Перголеттезе», за яку виступав протягом 2017—2018 років.

## Кар'єра тренера
Розпочав тренерську кар'єру відразу ж по завершенні кар'єри гравця, 2018 року, увійшовши до тренерського штабу клубу «Перголеттезе».
Протягом тренерської кар'єри також очолював команди «Перголеттезе» та «Джана Ермініо».
Наразі останнім місцем тренерської роботи був клуб «Джана Ермініо», головним тренером команди якого Маттео Контіні був з 2021 по 2022 рік.

## Статистика виступів

### Статистика клубних виступів
| Сезон                     | Команда                   | Чемпіонат                 | Чемпіонат | Чемпіонат | Національний кубок | Національний кубок | Національний кубок | Континентальні кубки | Континентальні кубки | Континентальні кубки | Інші змагання | Інші змагання | Інші змагання | Усього | Усього |
| Сезон                     | Команда                   | Ліга                      | Ігор      | Голів     | Ліга               | Ігор               | Голів              | Ліга                 | Ігор                 | Голів                | Ліга          | Ігор          | Голів         | Ігор   | Голів  |
| ------------------------- | ------------------------- | ------------------------- | --------- | --------- | ------------------ | ------------------ | ------------------ | -------------------- | -------------------- | -------------------- | ------------- | ------------- | ------------- | ------ | ------ |
| січ.-черв. 1999           | «Лумеццане»               | C1                        | 11        | 0         | КІ+CI-C            | -                  | -                  | -                    | -                    | -                    | -             | -             | -             | 11     | 0      |
| 1999–00                   | «Ліворно»                 | C1                        | 15        | 0         | CI-C               | 3                  | 0                  | -                    | -                    | -                    | -             | -             | -             | 18     | 0      |
| 2000–01                   | СПАЛ                      | C1                        | 17        | 0         | CI-C               | 0                  | 0                  | -                    | -                    | -                    | -             | -             | -             | 17     | 0      |
| 2001–02                   | «Монца»                   | C1                        | 25        | 0         | CI-C               | 2                  | 0                  | -                    | -                    | -                    | -             | -             | -             | 27     | 0      |
| 2002–03                   | «Л'Аквіла»                | C1                        | 31+2      | 2         | CI-C               | 0                  | 0                  | -                    | -                    | -                    | -             | -             | -             | 33     | 2      |
| 2003–04                   | «Авелліно»                | B                         | 39        | 1         | КІ                 | 1                  | 0                  | -                    | -                    | -                    | -             | -             | -             | 40     | 1      |
| 2004–05                   | «Парма»                   | A                         | 29        | 0         | КІ                 | 1                  | 0                  | КУЄФА                | 10                   | 0                    | -             | -             | -             | 40     | 0      |
| 2005–06                   | «Парма»                   | A                         | 32        | 1         | КІ                 | 2                  | 0                  | -                    | -                    | -                    | -             | -             | -             | 34     | 1      |
| 2006–07                   | «Парма»                   | A                         | 28        | 1         | КІ                 | 0                  | 0                  | КУЄФА                | 5                    | 0                    | -             | -             | -             | 33     | 1      |
| Усього за «Парма»         | Усього за «Парма»         | Усього за «Парма»         | 89        | 2         |                    | 3                  | 0                  |                      | 15                   | 0                    |               | -             | -             | 107    | 2      |
| 2007–08                   | «Наполі»                  | A                         | 28        | 1         | КІ                 | 3                  | 0                  | -                    | -                    | -                    | -             | -             | -             | 31     | 1      |
| 2008–09                   | «Наполі»                  | A                         | 34        | 0         | КІ                 | 1                  | 0                  | I+КУЄФА              | 2+3                  | 0                    | -             | -             | -             | 40     | 0      |
| 2009-січ. 2010            | «Наполі»                  | A                         | 13        | 0         | КІ                 | 2                  | 0                  | -                    | -                    | -                    | -             | -             | -             | 15     | 0      |
| Усього за «Наполі»        | Усього за «Наполі»        | Усього за «Наполі»        | 75        | 1         |                    | 6                  | 0                  |                      | 5                    | 0                    |               | -             | -             | 86     | 1      |
| січ.-черв. 2010           | «Реал Сарагоса»           | ПД                        | 15        | 1         | КІ                 | -                  | -                  | -                    | -                    | -                    | -             | -             | -             | 15     | 1      |
| 2010–11                   | «Реал Сарагоса»           | ПД                        | 24        | 0         | КІ                 | 1                  | 0                  | -                    | -                    | -                    | -             | -             | -             | 25     | 0      |
| Усього за «Реал Сарагоса» | Усього за «Реал Сарагоса» | Усього за «Реал Сарагоса» | 39        | 1         |                    | 1                  | 0                  |                      | -                    | -                    |               | -             | -             | 40     | 1      |
| 2011–12                   | «Сієна»                   | A                         | 16        | 0         | КІ                 | 4                  | 0                  | -                    | -                    | -                    | -             | -             | -             | 20     | 0      |
| 2012-січ. 2013            | «Сієна»                   | A                         | 8         | 0         | КІ                 | 3                  | 0                  | -                    | -                    | -                    | -             | -             | -             | 11     | 0      |
| Усього за «Сієна»         | Усього за «Сієна»         | Усього за «Сієна»         | 24        | 0         |                    | 7                  | 0                  |                      | -                    | -                    |               | -             | -             | 31     | 0      |
| січ.-черв. 2013           | «Аталанта»                | A                         | 3         | 0         | КІ                 | -                  | -                  | -                    | -                    | -                    | -             | -             | -             | 3      | 0      |
| 2013–14                   | «Юве Стабія»              | B                         | 27        | 0         | КІ                 | -                  | -                  | -                    | -                    | -                    | -             | -             | -             | 27     | 0      |
| 2014–15                   | «Барі»                    | B                         | 28        | 0         | КІ                 | 1                  | 0                  | -                    | -                    | -                    | -             | -             | -             | 29     | 0      |
| 2015–16                   | «Барі»                    | B                         | 16        | 0         | КІ                 | 1                  | 0                  | -                    | -                    | -                    | -             | -             | -             | 17     | 0      |
| 2016–17                   | «Тернана»                 | B                         | 11        | 0         | КІ                 | 0                  | 0                  | -                    | -                    | -                    | -             | -             | -             | 11     | 0      |
| лип.-серп. 2017           | Carrarese                 | C                         | -         | -         | CI-C               | 2                  | 0                  | -                    | -                    | -                    | -             | -             | -             | 2      | 0      |
| вер. 2017–18              | «Перголеттезе»            | D                         | 28+2      | 0         | CI-D               | 1                  | 0                  | -                    | -                    | -                    | -             | -             | -             | 31     | 0      |
| Усього за кар'єру         | Усього за кар'єру         | Усього за кар'єру         | 478+4     | 7         |                    | 28                 | 0                  |                      | 20                   | 0                    |               | -             | -             | 530    | 7      |